# Вступ Румунії до Європейського Союзу
Вступ Румунії до Європейського Союзу (рум. Aderarea României la Uniunea Europeană) — процес, який дозволив Румунії приєднатися до Європейського Союзу 1 січня 2007 року. Ця дата була запропонована на саміті в Салоніках у 2003 році і підтверджена в Брюсселі 18 червня 2004 року. Звіт про прогрес Румунії в жовтні 2004 року, остаточно затвердив дату 1 січня 2007 року як дату вступу Румунії і Болгарії. Дві країни підписали Договір про приєднання 25 квітня 2005 року в Абатство Ноймюнстер в Люксембурзі. Таким чином, Європейський Союз розширився до 27 країн.

## Історія
Румунія була першою країною в центральній і східній Європи, яка мала офіційні відносини з Європейським Співтовариством. У січні 1974 року, Румунія входить в Узагальнена Система Преференцій Співдружности, після чого був підписаний ряд угод з ЄЕС для спрощення процедур торгівлі. В 1980, Румунія підписала угоду з Європейським Економічним Співтовариством, одночасно, була підписана й Угода про Промислову Продукцію.
Дипломатичні відносини Румунії з Європейським Союзом було налагоджено в 1990 році, після того, як у 1991 році було підписано Угоду про Торгівлю і Співпрацю. Європейська угода вступила в дію в лютому 1995 року. Положення торгівлі були введені в дію, починаючи з 1993 року через «Тимчасову угоду». Румунія направила запит, щоб стати членом 22 червня 1995 року, разом з Декларацією Снаґова, документ підписали всі чотирнадцять впливових політичних партій Румунії, в яких вони висловлювали повну підтримку європейської інтеграції.
У липні 1997 року, Комісія опублікувала «Висновок на Запит Румунії Стати Членом Європейського Союзу». У наступному році була складена «Доповідь про Прогрес Румунії в Процесі Вступу в Європейський Союз». У наступному звіті, опублікованому в жовтні 1999 року, Комісія рекомендувала розпочати переговори про вступ Румунії (за умови поліпшення становища дітей, і підготовки економічної стратегії в середньостроковій перспективі). Після рішення Європейської Ради в Гельсінкі в грудні 1999 року, переговори про вступ Румунії почалися 15 лютого 2000 року.
Метою Румунії було отримання статусу повноправного члена в 2007 році. На саміті в Салоніках в 2004 році було оголошено, що Європейський Союз підтримує цю мету.
У Звіті 2003 року, складеного баронессою Ема Ніколсон, з популярної європейської парламентської групи християн-демократів, зазначається, що «Завершення переговорів про приєднання до кінця 2004 року, і інтеграція в 2007 році неможлива, якщо Румунія не вирішує дві структурні проблеми: викорінення корупції та реалізацію реформ». Рекомендації призначені для румунської владиди: заходи по боротьбі з корупцією, незалежність у функціонуванні судової системи, свобода ЗМІ, припинення свавілля поліції.
Поправка 19 тієї ж доповіді викликала шквал емоцій в Бухаресті, тому що в ній передбачалося спочатку призупинення переговорів з Румунією. «Європейський парламент вимагає від Комісії докладного аналізу та постійного моніторингу проблем, зазначених у звіті та звітности їх парламентом. Вимога Комісії затвердити більш ефективний план для більш ефективного контролю та більш ефективного впровадження тієї частини європейського законодавства в Румунії, що стосується правосуддя і внутрішніх справ», — йдеться в поправці.
Після обговорення в Європейському Парламенті, звіт був затверджений, проте, було зроблено кілька змін, які мають помірніший тон. Румунія відреагувала відразу ж через реалізацію плану дій на період до вступу. До кінця цього року і протягом 2004 року, Європейський Союз дав хороші сигнали щодо Румунії і на саміті в Брюсселі 2004 року, перший секретар спілки розширення, Румунія отримала запевнення в тому, що Європейський Союз має мету її інтеграції і приєднання з 1 січня 2007 року, згідно з планом. Європейський комісар з питань розширення Гюнтер Ферхойген, часто в ході своїх візитів висловлював бажання швидкого приєднання Румунії до як, як повноправний члена.
Румунія завершила переговори щодо вступу на саміті ЄС в Брюсселі 17 грудня 2004 року. Договір про приєднання був підписаний 25 квітня 2005 року в Абатстві Ноймюнстер в Люксембурзі, дотримуючись, якого дві країни мали приєднатися до 1 січня 2007 року, за винятком випадків, якби були зареєстровані серйозні порушення угод, у цьому випадку вступ буде відкладено на рік, до 1 січня 2008 року (пункт захисних застережень).
Комісія Європейських Співтовариств, в опублікованій у жовтні 2005 року новій доповіді, про шлях Румунії в перспективі вступу в ЄС. За її словами, Румунія продовжує виконувати як політичні критерії, щоб стати Державою-Членом, так і критерій функціональної ринкової економіки. У доповіді говориться, що «її реалізація на практиці серйозної програми власного структурних реформ дозволить вам впоратися з конкурентного тиску і силами ринку в рамках ЄС». У доповіді говориться, що Румунія домоглася значного прогресу в узгодженні внутрішнього законодавства із законодавством Європейського Союзу, і зможе виконати свої зобов'язання як Держави-Члена Союзу, починаючи з моменту, передбаченого приєднання, якщо прискорить підготовку в ряді областей, і буде спрямована на зміцнення адміністративного потенціалу в цілому.

## Громадська думка
В цілому, в Румунії, громадська думка була на користь європейської інтеграції. Згідно з  опитуванням Євробарометра, яке відбулось восени 2005 року, довіра румунів до євросоюзу, була найвища серед держав-членів або асоційованих членів: 64 % проти 62 % в Португалії та Греції.

## Статус Румунії в Європейському Союзі

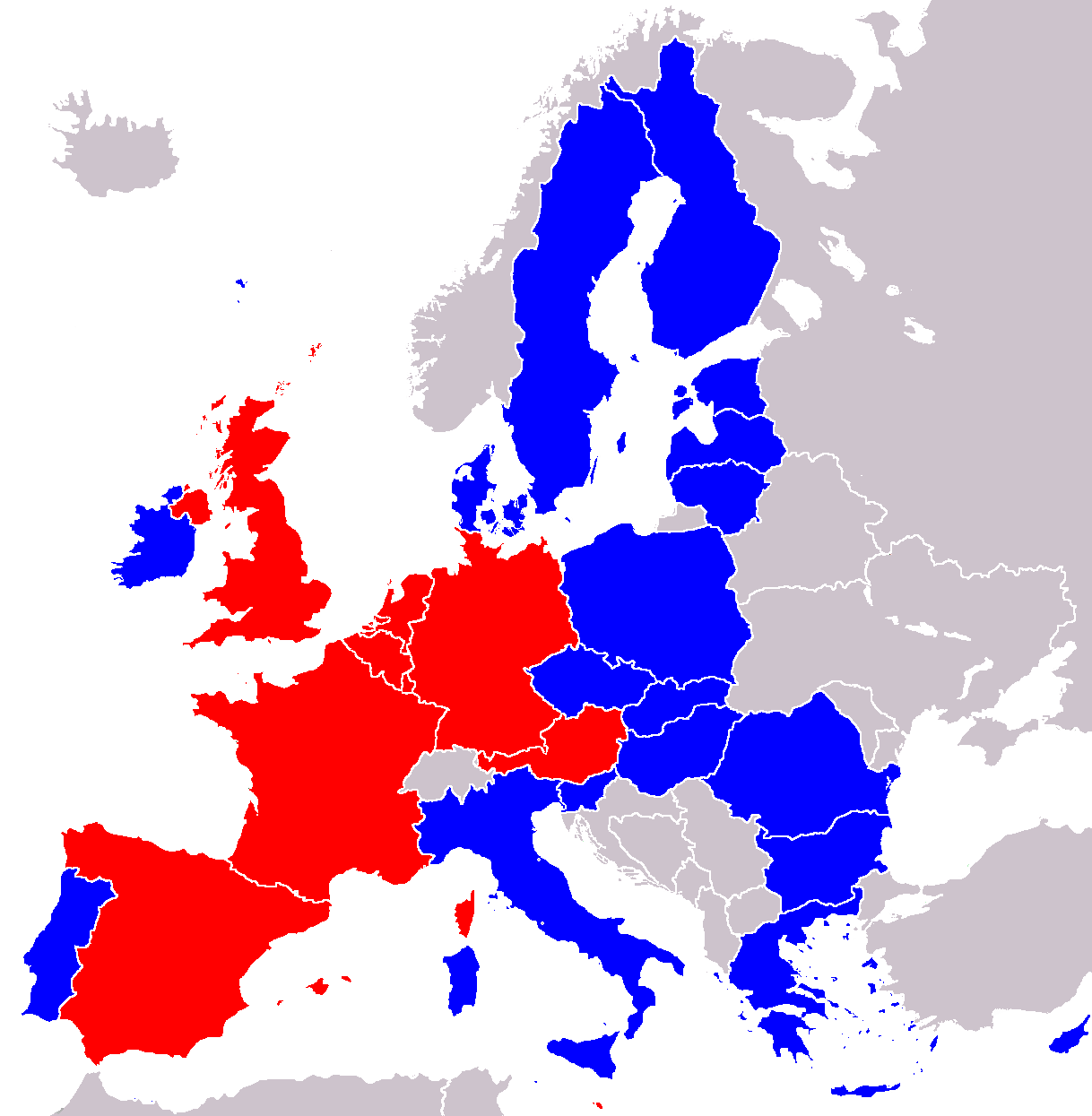
Держави, які не ввели обмеження на ринку праці для громадян Румунії та Болгарії

Після підписання Договору про приєднання від 25 квітня 2005 року, Румунія стала державою-кандидатом на вступ до ЄС, отримавши статус спостерігача у всіх установах спільноти. Статус спостерігача дозволив Румунії активно висловлювати свою точку зору, без права голосу в процесі прийняття рішень на рівні співтовариства. Румунія таким чином, могла впливати на ці рішення і лобіювати її національні інтереси.
Румунія взяла участь як спостерігач у таких установах Європейського Союзу:
- Європейський Парламент,
- Європейська Рада,
- Рада Європейського Союзу,
- Комітет Постійних Представників — COREPER I і II,
- Робочі групи Ради,
- Комітети та робочі групи Європейської Комісії,
- Комітету Регіонів та Економічної і Соціальної Ради.

Після вступу Румунія перейшла від статусу активного спостерігача на повноправне членство. Румунія стала сьомою країною в ЄС за кількістю жителів. Країна отримала мандат на 35 представників в Європейськогому парламенті, але їх кількість буде зменшуватися по реорганізації місць в парламенті, передбаченій в Договорі у Ніцци. Румунська мова стала офіційною мовою Європейського Союзу.

## Вплив на майбутнє Європейського Союзу

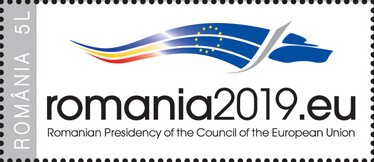
Марка на честь головування Румунії в Раді ЄС у 2019 році.

Геополітичне розташування Румунії має вплив на політику ЄС у відносинах в Східній Європі, Близькому Сході, Туреччини та Азії. Через Ініціативи НАТО зі Співробітництва у Південно-Східній Європі (SECI), Румунія має можливість продемонструвати перевагу в регіоні.
Інтеграція в ЄС мала вплив на регіональні відносини Румунії. Відповідно, у Румунії ввели візовий режим для деяких країн Східної Європи (Республіка Молдова, Сербія, Чорногорія, Росія, Україна, Білорусь і Туреччина).
Чиновники вважають, що країна є частиною Центральної Європи і Балкан. Це відображає подвійні амбіції уряду Румунії, що дозволило б підвищити євроатлантичну інтеграцію країни, і одночасно створювати зони стабільности в Чорному морі.